# 12636 Padrielli
A 12636 Padrielli (korábbi nevén 4854 T-1) a Naprendszer kisbolygóövében található aszteroida. Cornelis Johannes van Houten, Ingrid van Houten-Groeneveld és Tom Gehrels fedezte fel 1971. május 13-án.

## Kapcsolódó szócikk
- Kisbolygók listája (12501–13000)